# Christian Mark
Christian Mark (Innsbruck, 24 de diciembre de 1962) es un deportista austríaco que compitió en bobsleigh y skeleton.
Ganó una medalla de plata en el Campeonato Mundial de Bobsleigh de 1986 y una medalla de bronce en el Campeonato Europeo de Bobsleigh de 1986. Participó en dos Juegos Olímpicos de Invierno, en los años 1984 y 1988, ocupando el sexto lugar en Calgary 1988, en la prueba cuádruple.
Además, obtuvo una medalla de plata en el Campeonato Europeo de Skeleton de 1981.

## Palmarés internacional
| Campeonato Mundial | Campeonato Mundial         | Campeonato Mundial | Campeonato Mundial |
| Año                | Lugar                      | Medalla            | Prueba             |
| ------------------ | -------------------------- | ------------------ | ------------------ |
| 1986               | Schönau am Königssee (RFA) | Medalla de plata   | Cuádruple          |
| Campeonato Europeo |                            |                    |                    |
| Año                | Lugar                      | Medalla            | Prueba             |
| 1986               | Igls (Austria)             | Medalla de bronce  | Cuádruple          |

| Campeonato Europeo | Campeonato Europeo | Campeonato Europeo | Campeonato Europeo |
| Año                | Lugar              | Medalla            | Prueba             |
| ------------------ | ------------------ | ------------------ | ------------------ |
| 1981               | Igls (Austria)     | Medalla de plata   | Individual         |